# 狄娜·曼佛瑞迪尼
狄娜·曼佛瑞迪尼（英語：Dina Manfredini；1897年4月4日—2012年12月17日），舊姓圭里（Guerri），義大利裔美國超級人瑞。2012年12月4日美國人貝斯·庫珀過世後，她成為全世界在世最長壽的人。她於同月17日去世，木村次郎右衛門成為紀錄保持人。

## 长寿纪录
她也是：
- 在她去世的時候，史上第10年長者
- 最長壽的移民者，之後，2022年2月23日被泰克拉·尤涅维奇打破紀錄。
- 出生於義大利第二長壽的人
- 義大利第一位活到115岁的人，也是史上第28位。

2012年12月17日，曼佛瑞迪尼於愛荷華州德梅因郊區的養老院中逝世，只成為最年長者13天。有3位子女依然在世（分別91歲、90歲和84歲），還有7位孫子、7位曾孫和12位玄孫。莫拉諾過世後，木村次郎右衛門接任在世最年長者。